# Bitwa pod Kopyczyńcami
Bitwa pod Kopyczyńcami – bitwa stoczona 12 maja 1651 między armią polską dowodzoną przez hetmana polnego koronnego Marcina Kalinowskiego a połączonymi siłami kozacko-tatarskimi pod wodzą Asanda Demki w trakcie powstania Chmielnickiego na Ukrainie.
W styczniu 1651 wojska kozackie najechały Bracławszczyznę. Pośpieszyła przeciwko nim armia koronna, na czele której stał hetman Kalinowski. W lutym Polacy rozgromili przeciwnika pod Krasnem i dzięki temu sukcesowi zajęli kilka miejscowości ukraińskich kontrolowanych dotychczas przez powstańców. W początkach marca Kalinowski obległ Winnicę, której bronił pułkownik Iwan Bohun. Bohdan Chmielnicki przygotował jednak silną odsiecz i armia koronna została zmuszona do odwrotu. W wojsku upadła dyscyplina. Zaczął się także głód, gdyż pozostawiono tabory podczas odwrotu. Kalinowski otrzymał rozkaz od króla Jana Kazimierza dołączenia do głównych sił polskich stacjonujących pod Sokalem. Jednak armia kozacko-tatarska pod wodzą pułkownika Asanda Demki dogoniła Polaków i zaatakowała ich na przeprawie pod Kopyczyńcami 12 maja 1651.
Kalinowski podzielił swoje siły na trzy części, dwie z nich umieszczając w zasadzce. Bitwa toczyła się ze zmiennym szczęściem, ale dzięki świetnej postawie oddziałów Aleksandra Koniecpolskiego i Marka Sobieskiego zakończyła się całkowitym zwycięstwem armii koronnej.
Zginęło kilka tysięcy Kozaków i Tatarów, wśród nich bej perekopski i pułkownik kaniowski Kuczak. Straty wojsk Kalinowskiego również były poważne. 22 maja 1651 siły hetmana połączyły się z wojskami Jana Kazimierza w Sokalu. W sumie straty polskie w całej tej kampanii wyniosły 6 tysięcy ludzi (połowę stanu wojsk). Następnie jednostki Kalinowskiego wzięły udział w zwycięskiej bitwie z armią kozacko-tatarską pod Beresteczkiem. Bitwa pod Kopyczyńcami była, prócz bitwy beresteckiej, jedynym podczas powstania Chmielnickiego zwycięstwem armii koronnej nad połączonymi siłami kozacko-tatarskimi.